# Leiomyza scatophagina
Leiomyza scatophagina är en tvåvingeart som först beskrevs av Fallen 1823.  Leiomyza scatophagina ingår i släktet Leiomyza och familjen smalvingeflugor. Arten är reproducerande i Sverige. Inga underarter finns listade i Catalogue of Life.